# Quilengues
Quilengues és un municipi de la província de Huíla. Té una extensió de 4.464 km² i 68.682 habitants segons el cens de 2014. Comprèn les comunes de Quilengues, Dinde i Impulo. Limita al nord amb el municipi de Chongoroi, a l'est amb el municipi de Caluquembe, al sud amb els municipis de Cacula i Lubango, i a l'oest amb els municipis de Bibala i Camucuio.
Quilengues va ser colonitzat pels portuguesos des de 1770. Va servir com a porta del comerç d'esclaus i va expandir el comerç al sud d'Angola a través del riu Cunene. Va esdevenir municipi l'1 de juliol de 1870.